# 諾默爾鎮區 (伊利諾伊州麥克萊恩縣)
諾默爾鎮區（英語：Normal Township）是位於美國伊利諾伊州麥克萊恩縣的一個行政鎮區。

## 地方資料
根據2010年美國人口普查的數據，諾默爾鎮區的面積為82.80平方千米，當中陸地面積為82.60平方千米，而水域面積為0.20平方千米。當地共有人口54274人，而人口密度為每平方千米655.48人。